# Russell Denoon Duncan
Russell Denoon Duncan (ur. 1926, zm. 1 listopada 2016 w Londynie) – brytyjski prawnik.

## Życiorys
Był jeden z założycieli Brytyjsko-Polskiego Stowarzyszenia Prawników (BPLA) oraz jego wieloletnim prezesem, a także patronem Europejskiego Stowarzyszenie Studentów Prawa (ELSA). W 1995 został za wybitne zasługi w rozwijaniu polsko-brytyjskiej współpracy naukowej odznaczony Krzyżem Oficerskim Orderu Zasługi Rzeczypospolitej Polskiej. Został również uhonorowany odznaką „Adwokatura Zasłużonym”. Zmarł 1 listopada 2016 w Londynie.